# باد خشمگین
باد خشمگین (به انگلیسی: The Wind's Fierce) فیلمی محصول سال ۱۹۷۰ و به کارگردانی ماریو کاموس است. در این فیلم بازیگرانی همچون ترنس هیل، ماریا گراتزیا بوچلا، ماریو پاردو، فرناندو ری، مانوئل الکساندره و مانوئل د بلاس ایفای نقش کرده‌اند.
این فیلم در ایران با نام خشم طوفان دوبله و پخش شده است.